# Peter Checkland
Peter Checkland, né le 18 décembre 1930 à Birmingham, est le développeur de la Soft Systems Methodology (SSM), en français « méthode douce des systèmes ».
Ayant commencé par constater les problèmes rencontrés par la cybernétique dans son application aux systèmes sociaux, il théorisa la nature spécifique de ces systèmes et le besoin d'adapter les règles de l'approche systémique pour les aborder. 
Peter Checkland a écrit plusieurs ouvrages qui font date, autant par la précision des fondements théorique que la richesse des études de cas présentées.